# 快手
快手（クアイショウ）は、中華人民共和国の北京快手科技有限公司が開発運営しているモバイル向けショートビデオアプリである。
中国本土版「快手」と南米版「Kwai」と南アジア地域版「Snack Video」の3種類がある。

## 歴史
- 2011年3月、GIF画像を作成・共有するためのモバイルアプリ「GIF快手」をリリース
- 2012年、中国のショートビデオ業界で初めて、ユーザーがモバイルデバイス上でショートビデオを作成、アップロード、視聴できる機能を追加[2]
- 2013年10月、「GIF快手」が短編動画アプリに変更
- 2014年2月11日、ケイマン諸島にKuaishou Technologyを設立。
- 2014年7月、北京达佳互联信息技术有限公司（Beijing Dajia Internet Information Technology Co., Ltd.）を設立
- 2014年11月、「快手」に改名
- 2015年3月、北京快手科技有限公司（Beijing Kuaishou Technology Co., Ltd,）を設立
- 2016年、ライブストリーミング機能を追加[3]
- 2016年9月、北京快手广告有限公司（Beijing Kuaishou Ads）を設立
- 2018年、Eコマース事業を開始
- 2018年6月、弾幕付き動画共有サイト「AcFun」を買収[4]
- 2019年8月、快手のライトバージョンである「快手极速版（Kuaishou Express）」を正式リリース
- 2019年10月、Eコマース事業会社として成都快购科技有限公司（Chengdu Kuaigou）を設立
- 2021年2月5日、Kuaishou Technologyが香港証券取引所に上場
- 2021年6月23日、2020年東京オリンピックと2022年北京オリンピックの放映権を取得。同時に中央広播電視総台との間で戦略的パートナーシップを締結[5]。

## 主なサービス
- 快手（Kuaishou Flagship）：南米版は「Kwai」、南アジア地域版は「Snack Video」[6]
  - 快手直播
- 快手极速版（Kuaishou Express）
- 快手概念版（Kuaishou Concept）
- 一甜相机 （Yitian Camera）
- 快影（Kmovie）
- AcFun